# Rue Le Brix-et-Mesmin
Pour les articles homonymes, voir Mesmin.
La rue Le Brix-et-Mesmin est une voie du 14e arrondissement de Paris, en France.

## Situation et accès
La rue Le Brix-et-Mesmin est une voie publique située dans le 14e arrondissement de Paris. Elle débute au 107, boulevard Jourdan et se termine au 6, rue Georges-de-Porto-Riche.

## Origine du nom
La voie a reçu le nom des aviateurs Joseph Le Brix (1899-1931) et René Mesmin (1897-1931), morts à Oufa en Sibérie au cours d'une tentative de raid Paris-Tokyo. Joseph Le Brix habitait près de cette voie.

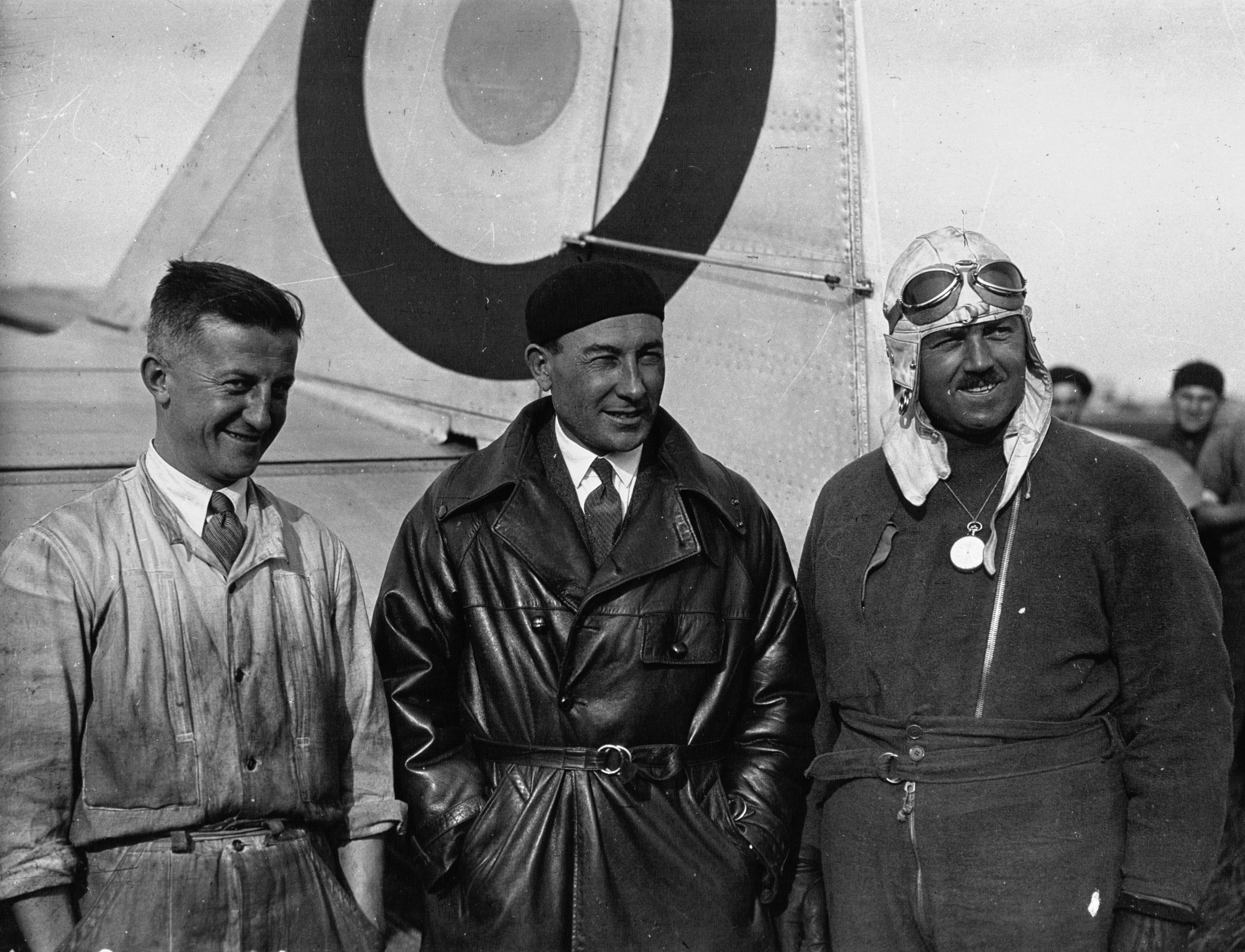
René Mesmin, Joseph Le Brix et Marcel Doret devant le Trait-d'union en 1931.
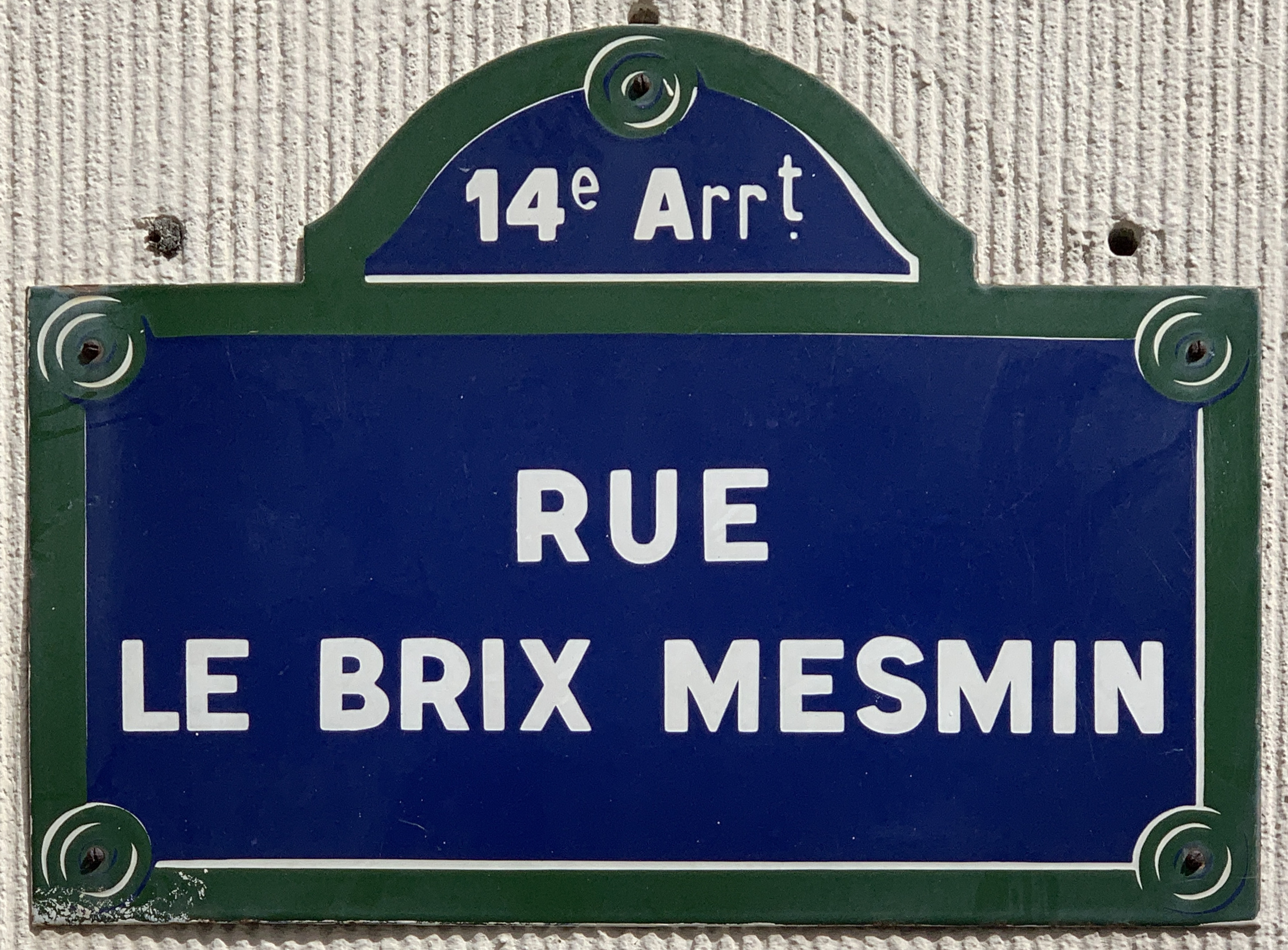
Plaque de la rue.

## Historique
La voie a été ouverte et a pris sa dénomination actuelle en 1932 sur l'emplacement du bastion no 80 de l'enceinte de Thiers.